# Egbert Cornelius Van Hoepen
Egbert Cornelius Van Hoepen (1884-1966), fue un paleontólogo sudafricano que estudió algunos reptiles mamiferoides del triásico de Sudáfrica, como Jonkeria (1916), los Dinosaurios triásicos de Sudáfrica, relacionados con Massospondylus y Euskelosaurus (Gigantoscelus 1916), los mamíferos del pleistoceno y los ammonoideos Desmoceratidae del cretácico de África Oriental (Zuluscaphites 1955).
- Datos: Q14556947
- Especies: Egbert Cornelis Nicolaas van Hoepen